# Death In Vegas
Death in Vegas är ett brittiskt psykedeliskt rock- och elektroniskt band bildat 1994. Medlemmarna har varierat kraftigt under åren, och idag är grundaren Richard Fearless den enda som är kvar.

## Medlemmar

### Nuvarande medlemmar
- Richard Fearless – producent, låtskrivare, elektroniska instrument (1994– )

### Tidigare medlemmar
- Tim Holmes – producent, tekniker, mixning (1996–2004)
- Steve Helier – producent, tekniker, mixning (1996–1999)
- Ian Button – gitarr (1996–2011)
- Terry Miles – keyboard (2002–2004)
- Danny Hammond – gitarr (2002–2004)
- Seamus Beaghen – keyboard (1996–2002)
- Mat Flint – basgitarr (1996–2005, 2011)
- Dave Neale – trummor (2011)
- Dominic Keane – basgitarr (2011)
- Simon Hanson (Planet Funk) – trummor (1996–2004)

## Diskografi (urval)
Studioalbum
- Dead Elvis (september 1997)
- The Contino Sessions (september 1999)
- Scorpio Rising (juni 2003)
- Satan's Circus (oktober 2004)
- Trans-Love Energies (september 2011)

Samlingsalbum
- Death in Vegas (2004)
- Milk It: The Best of Death in Vegas (2005)
- Fabriclive.23 (2005)
- Contino/Scorpio Rising (2007)
- Best of Death in Vegas (2007)